# News of the World (album)
News of The World este al șaselea album de studio al trupei Queen , lansat în 1977 .
Conținând hituri ca "We Will Rock You" , "We Are The Champions" și "Spread Your Wings" , albumul a câștigat discul de platină în Regatul Unit , patru astfel de distincții în Statele Unite și a fost onorat cu nenumărate alte distincții în lumea întreagă . 
News of The World a fost al doilea album produs în întregime doar de către formație și a fost înregistrat la studiourile Sarm West și Wessex , Anglia fiind coprodus de Mike Stone .

## Tracklist
1. "We Will Rock You" ( Brian May ) (2:01)
2. "We Are The Champions" ( Freddie Mercury ) (2:59)
3. "Sheer Heart Attack" ( Roger Taylor ) (3:26)
4. "All Dead, All Dead" ( May ) (3:09)
5. "Spread Your Wings" ( John Deacon ) (4:32)
6. "Fight from The Inside" ( Taylor ) (3:03)
7. "Get Down, Make Love" ( Mercury ) (3:51)
8. "Sleeping on The Sidewalk" ( May ) (2:59)
9. "Who Needs You" ( Deacon ) (3:07)
10. "It's Late" ( May ) (6:27)
11. "My Melancholy Blues" ( Mercury ) (3:29)
12. "Feelings,Feelings" ( Mercury ) (1.55)

## Single-uri
- "We Are The Champions"/"We Will Rock You" (1977)
- "Spread Your Wings" (1978)
- "It's Late" (1978)

## Componență
- Freddie Mercury - voce principală , pian , voce de fundal , percuție
- Brian May - chitare electrice , chitare acustice , voce , voce de fundal , percuție , pian pe "All Dead, All Dead"
- Roger Taylor - tobe , chitară electrică , chitară bas , voce , voce de fundal , percuție
- John Deacon - chitară bas , chitară acustică